# Степне Анненково
Степне Анненково (рос. Степное Анненково) — село в Цильнинському районі Ульяновської області Російської Федерації.
Населення становить 713 осіб. Входить до складу муніципального утворення Анненковське сільське поселення.

## Історія
Від 2004 року входить до складу муніципального утворення Анненковське сільське поселення.

## Населення
| 2010 |
| ---- |
| 713  |